# Kaj Munk
Kaj Munk, rodným jménem Kaj Harald Leininger Petersen (13. ledna 1898, Maribo – 4. ledna 1944, Silkeborg) byl dánský dramatik, luteránský pastor a oběť nacistické okupace.
Pocházel z ostrova Lolland, v dětství přišel o rodiče a vychovávala ho rodina Munkových, jejíž příjmení přijal za své. Vystudoval církevní školu v Nykøbingu a od roku 1924 vedl farnost ve Vedersø na západě Dánska. V roce 1925 vydal svoji první hru Slovo, přispíval také do deníku Jyllands-Posten. Jeho díla se hrála v Kodaňském královském divadle. Munkovy hry jsou psány klasickým konzervativním stylem, zabýval se v nich historickými a náboženskými tématy a zkoumal vliv silných osobností na dějiny.
Munk byl ve třicátých letech obdivovatelem Adolfa Hitlera, od něhož si sliboval nastolení pořádku a sjednocení germánských národů. Po německé okupaci Dánska v roce 1940 ztratil iluze o nacistickém režimu, kritizoval perzekuci Židů a zapojil se do odbojové činnosti. Jeho hra o dánském národním hrdinovi Nielsi Ebbesenovi byla pro svůj protiněmecký obsah zakázána. 5. prosince 1943 přednesl navzdory zákazu v kodaňské katedrále Vor Frue Kirke kázání s otevřeně protirežimním obsahem. 4. ledna 1944 byl ve svém domě zatčen gestapem a jeho mrtvé tělo bylo následujícího dne nalezeno na svahu kopce Hørbylunde Bakke nedaleko Silkeborgu.
Luteránská církev si připomíná jeho svátek 14. srpna. V Odense je po něm pojmenována univerzitní kolej. Carl Theodor Dreyer natočil podle jeho předlohy v roce 1955 film Slovo, který získal Zlatého lva na festivalu v Benátkách.